# Monte Castelo (Santa Catarina)
Pour les articles homonymes, voir Monte Castelo.
Monte Castelo est une ville brésilienne du nord de l'État de Santa Catarina.

## Généralités
La municipalité, dont la population est d'origine diverse, reçut ce nom en hommage aux soldats brésiliens qui combattirent en Italie, pendant la Seconde Guerre mondiale.

## Géographie
Monte Castelo se situe par une latitude de 26° 27′ 44″ sud et par une longitude de 50° 13′ 52″ ouest, à une altitude de 820 mètres.
Sa population était de 8 348 habitants au recensement de 2010. La municipalité s'étend sur 562 km2.
Elle fait partie de la microrégion de Canoinhas, dans la mésorégion Nord de Santa Catarina.

## Histoire
Le passage des tropeiros qui transportaient du cuir et des bœufs du Rio Grande do Sul à São Paulo donna l'impulsion pour le peuplement de la région, autour de 1890. Le territoire appartenait alors à l'État du Paraná et ce fut seulement après la guerre du Contestado, de 1912 à 1916, qu'arrivèrent des immigrants étrangers, parmi lesquels des polonais, des italiens, des allemands et des japonais, baptisant la localité Rio das Antas. En 1959, la municipalité change de nom pour devenir Monte Castelo.

## Économie
L'agriculture est la principale source de revenu de la municipalité, notamment la culture de la pomme de terre, ainsi que le maïs, le soja et le haricot. On y trouve également des industries exploitant le bois de la région et des industries céramiques. Enfin, on y récolte le yerba maté, qui est exporté après transformation vers l'Europe et les pays du Mercosul.

## Villes voisines
Monte Castelo est voisine des municipalités (municípios) suivantes :
- Major Vieira
- Papanduva
- Rio do Campo
- Santa Cecília